# Lista de jogos mais vendidos para PSP
O jogo eletrônico mais vendido de todos os tempos no console PlayStation Portable (PSP) é Grand Theft Auto: Liberty City Stories, um título de ação-aventura desenvolvido em colaboração entre a Rockstar Leeds e a Rockstar North e publicado pela Rockstar Games. Liberty City Stories foi lançado originalmente em 24 de outubro de 2005 e vendeu 8 milhões de cópias em todo o mundo. Grand Theft Auto: Vice City Stories é o segundo jogo de PlayStation Portable mais vendido, com 5,03 milhões de unidades vendidas. O terceiro título mais vendido no console é Monster Hunter Portable 3rd, que vendeu 4,9 milhões de unidades.

## Lista
| Pos. | Título                                 | Vendas    | Desenvolvedora(s)                      | Publicadora(s)              | Lançamento              | Ref.  |
| ---- | -------------------------------------- | --------- | -------------------------------------- | --------------------------- | ----------------------- | ----- |
| 1    | Grand Theft Auto: Liberty City Stories | 8.000.000 | Rockstar Leeds, Rockstar North         | Rockstar Games              | 24 de outubro de 2005   | [ 1 ] |
| 2    | Grand Theft Auto: Vice City Stories    | 5.030.000 | Rockstar Leeds, Rockstar North         | Rockstar Games              | 31 de outubro de 2006   | [ 1 ] |
| 3    | Monster Hunter Portable 3rd            | 4.900.000 | Capcom                                 | Capcom                      | 1 de dezembro de 2010   | [ 2 ] |
| 4    | Gran Turismo                           | 4.670.000 | Polyphony Digital                      | Sony Computer Entertainment | 1 de outubro de 2009    | [ 3 ] |
| 5    | Monster Hunter Freedom Unite           | 3.800.000 | Capcom                                 | Capcom                      | 27 de março de 2008     | [ 2 ] |
| 6    | Ratchet & Clank: Size Matters          | 3.750.000 | High Impact Games                      | Sony Computer Entertainment | 13 de fevereiro de 2007 | [ 4 ] |
| 7    | God of War: Chains of Olympus          | 3.200.000 | Ready at Dawn, SCE Santa Monica Studio | Sony Computer Entertainment | 4 de março de 2008      | [ 5 ] |
| 8    | Crisis Core: Final Fantasy VII         | 3.100.000 | Square Enix                            | Square Enix                 | 13 de setembro de 2007  | [ 6 ] |
| 9    | Monster Hunter Freedom 2               | 2.400.000 | Capcom                                 | Capcom                      | 22 de fevereiro de 2007 | [ 2 ] |
| 10   | Daxter                                 | 2.000.000 | Ready at Dawn                          | Sony Computer Entertainment | 14 de março de 2006     | [ 7 ] |
| 11   | Midnight Club 3: DUB Edition           | 1.300.000 | Rockstar San Diego                     | Rockstar Games              | 27 de junho de 2005     | [ 8 ] |
| 12   | Monster Hunter Freedom                 | 1.300.000 | Capcom                                 | Capcom                      | 1 de dezembro de 2005   | [ 2 ] |
| 13   | God of War: Ghost of Sparta            | 1.200.000 | Ready at Dawn, SCE Santa Monica Studio | Sony Computer Entertainment | 2 de novembro de 2010   | [ 5 ] |